# Mount Reed
Mount Reed ist ein Berg im ostantarktischen Enderbyland. Er ragt 3 km östlich des Mount Sones an der Nordflanke des Beaver-Gletschers in den Tula Mountains auf.
Kartiert wurde er anhand von Luftaufnahmen, die Teilnehmer einer Mannschaft der Australian National Antarctic Research Expeditions im Jahr 1956 anfertigten. Das Antarctic Names Committee of Australia (ANCA) benannte den Berg nach John Edward Reed (1886–unbekannt), britisches Besatzungsmitglied der RSS Discovery bei der British Australian and New Zealand Antarctic Research Expedition (BANZARE, 1929–1931) unter der Leitung des australischen Polarforschers Douglas Mawson.